# Неправо
Неправо (нім. unrecht) — складна узагальнююча категорія теорії держави і права для позначення сукупності явищ суспільного життя, що протистоять об'єктивному праву, протилежні йому.
Неправо — перспективний напрям досліджень сучасної юриспруденції і філософії права.

## Концепція неправа
Неправо виявляє себе у таких явищах суспільного буття:
1. делікт
- правопорушення
  - злочин
  - проступок
- невиконання обов'язків (покладених законом)
- порушення зобов'язань (взятих добровільно, згідно з договором)

2. свавілля
- приватних осіб
- держави

3. недемократичні політичні режими
- авторитаризм
- тоталітаризм
- фашизм
- диктатура
- поліцейська держава
- інші

4. неправові стани
- тривалі безпорядки
- масові заворушення
- захоплення об'єктів натовпом
- анархія
- військові стани
  - війна
  - громадянська війна

5. неправозгідний шлюб
6. неправовий закон
7. неправосудне судове рішення
8. інші сили, що протиставляють себе свободі, законності, справедливості, добросовісності, розумності, упорядкованості — тобто правовим цінностям. Наприклад, явно знущальна поведінка особи, яка, проте, не підлягає юридичній відповідальності; самозахоплення житла, ін.

## Неправовий закон
Неправо може міститися і в законі (тут у значенні «акт законодавства»). Неправовим є закон, коли його змістом (повністю чи в частині) стає свавілля державної влади. Іноді законодавство держави в цілому може мати мало спільного з правом (тоталітаризм).
Проникнення неправа в закон відбувається шляхом різного виду установок на ототожнення права з законом (до чого тяжіють нормативізм і марксизм). І навпаки, розмежування права і закону слугує критерієм якості законодавчого поля.
Важливу роль у боротьбі з неправом у законі відіграє конституційна юстиція, наділена функцією визнавати неконституційними закони чи їх окремі положення, тим самим усуваючи їх з юридичного обороту повз волею законодавця.

## Неправо у філософії
Вершина німецької класичної філософії — Г. В. Ф. Гегель детально розробив поняття неправа, яке, щоправда, не повністю сприймається сучасними філософами (див., наприклад, у О. А. Івакіна). Під неправом Гегель розумів:
- ненавмисне (громадянське) неправо;

- обман;

- злочин.

| | Право, которое в качестве особенного и, следовательно, многообразного получает в противоположность своей в себе сущей всеобщности и простоте форму видимости, есть такая видимость частью в себе или непосредственно, частью полагается как видимость посредством субъекта, частью вообще как ничтожное; это непреднамеренное или гражданское неправо, обман и преступление. Прибавление. Неправо есть, следовательно, видимость сущности, полагающая себя как самостоятельную. Если видимость есть только в себе, а не также и для себя, т. е. если неправо представляется мне правом, то это неправо непреднамеренно. Здесь видимость для права, но не для меня. Второй вид неправа — обман. Здесь неправо не есть видимость для права в себе, но проявляется в том, что я представляю другому видимость как право. Когда я обманываю, право есть для меня видимость. В первом случае неправо было видимостью для права; во втором — для меня самого, в ком воплощено неправо, право есть лишь видимость. И наконец, третий вид неправа есть преступление. Оно есть неправо в себе и для меня: здесь я хочу неправа и не прибегаю даже к видимости права. Тот, по отношению к которому совершается преступление, и не должен рассматривать в себе и для себя сущее неправо как право. Различие между преступлением и обманом состоит в том, что в обмане в форме его совершения еще заключено признание права, чего уже нет в преступлении. |
| — Гегель, Цит. за: Гегель, Г.В.Ф. Энциклопедия философских наук. [Текст] В 3 т. – М: «Наука», 1977.- Т.3. – 480 с. | |

## Неправо в етиці
Неправом в етиці визнається поведінка людини, яка, хоч і не порушує закон, та все ж є неприйнятною згідно з канонами даної соціальної групи і може спричинити моральні страждання суб'єкту такої поведінки. Так, наприклад, аборт є неправом з погляду значної кількості людей, хоч усі знають, що він дозволений за певних умов.